# 青藤小煤炱
青藤小煤炱（学名：Meliola illigerae）是属于小煤炱目小煤炱科小煤炱属的一种真菌，寄生在青藤属植物上。该种分布于中国、菲律宾。